# Roman Reigns
Leati Joseph Anoaʻi, född den 25 maj 1985 i Pensacola i Florida, är en amerikansk före detta professionell utövare av amerikansk och kanadensisk fotboll som numera är professionell fribrottare för RAW under ringnamnet Roman Reigns.
Innan brottarkarriären höll Anoaʻi på med amerikansk och kanadensisk fotboll. Han startade sin professionella fotbollskarriär hos Minnesota Vikings i National Football League (NFL) 2007, men släpptes innan han spelat några matcher för klubben. Senare samma år skrev han på för Jacksonville Jaguars, men även den klubben släppte honom innan säsongen hade börjat. Året efter spelade han en säsong för Edmonton Eskimos i Canadian Football League (CFL) innan han bestämde sig för att sluta med fotbollen.
Anoaʻi tecknade ett kontrakt med WWE 2010. Han fick då träna hos det mindre förbundet Florida Championship Wrestling (FCW) för att utvecklas. Han bytte till sedan till WWE och gjorde sin debut i november 2012, då under sitt nya ringnamn Roman Reigns, tillsammans med Dean Ambrose och Seth Rollins som The Shield. Trion samarbetade fram till juni 2014, varpå Roman började med sin solokarriär. Reigns har innehaft WWE World Heavyweight Championship tre gånger, United States Championship en gång och Tag Team Championship en gång (med Seth Rollins). Han vann Royal Rumble 2015 och blev Superstar of the Year 2014.
Trots att han hållit mästarbältet WWE tre gånger, varit huvudnumret i många WWE pay-per-view-evenemang, inklusive de senaste tre WrestleMania (31, 32 och 33) - då han till exempel vunnit över Triple H och The Undertaker, har Reigns fått kritik och mycket negativa publikreaktioner. Han blev utsedd som 2016 års mest hatade brottare av Pro Wrestling Illustrated. Han blev den första utnämnda "babyface"-wrestlaren.